# Canas (província)
Canas é uma província do Peru localizada na região de Cusco. Sua capital é a cidade de Yanaoca.

## Distritos da província
- Checca
- Kunturkanki
- Langui
- Layo
- Pampamarca
- Quehue
- Tupac Amaru
- Yanaoca